# ザ・ウォー・オン・ドラッグス

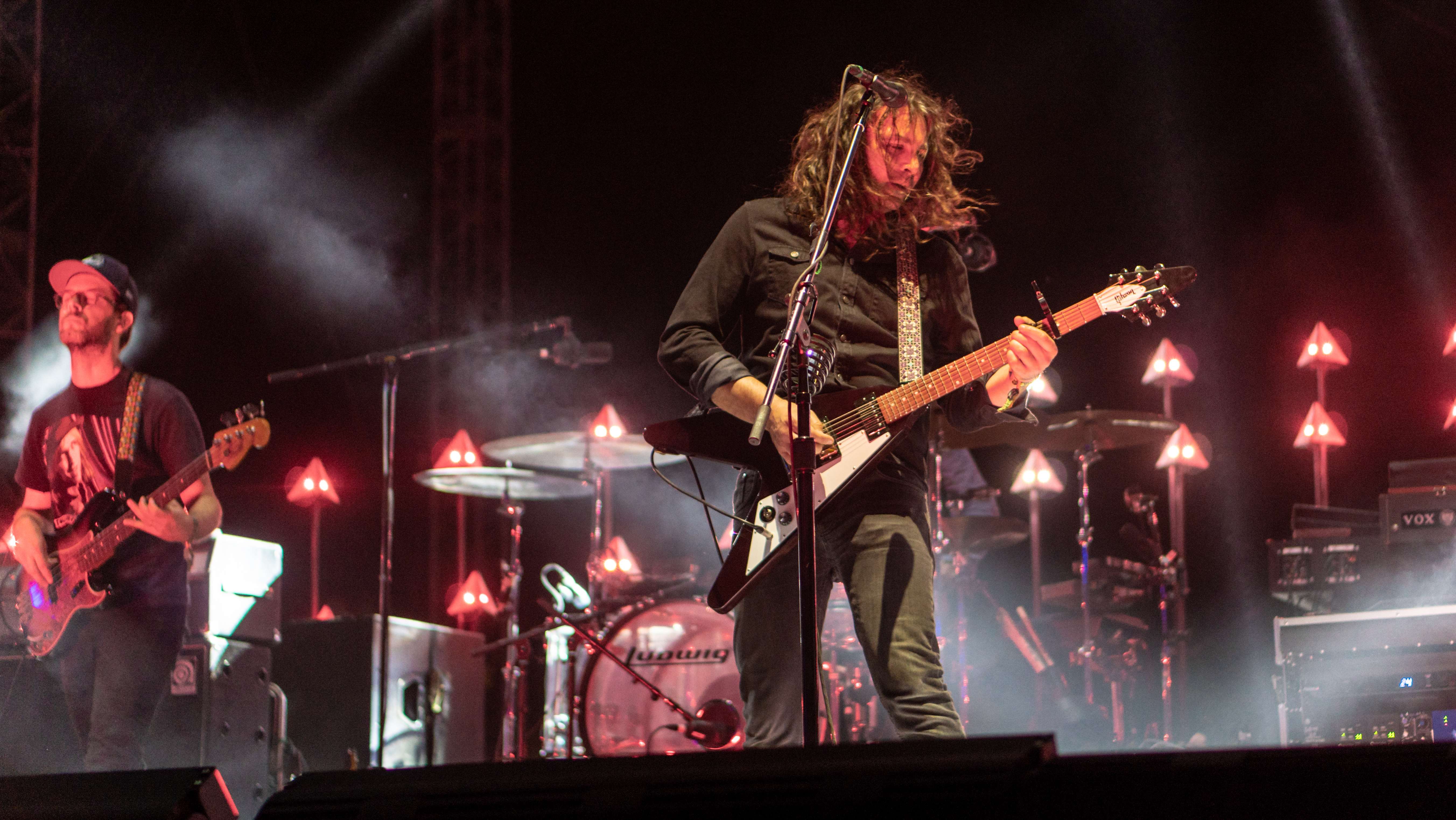
コーチェラ・フェスティバルでのライブ（2018年）

ザ・ウォー・オン・ドラッグス（英: The War on Drugs）は、アメリカのロックバンド。2005年にペンシルベニア州・フィラデルフィアで結成。

## 略歴
2005年にフィラデルフィアで知り合い、意気投合したアダム・グランデュシエルとカート・ヴァイルで結成。2008年にEP『Barrel of Batteries』を無料で配布。同年にインディ・レーベルであるシークレットリー・カナディアンからデビューアルバム『ワゴンウィール・ブルース』を発売。ヨーロッパ・ツアー後にヴァイルはソロ活動に専念するためにバンドを脱退。
メンバーの脱退、加入を経て、2011年に2作目のアルバム『スレイヴ・アンビエント』、2013年12月に3作目のアルバム『ロスト・イン・ザ・ドリーム』をシークレットリー・カナディアンから発売。
2015年6月にアトランティック・レコードと契約を結び、ツアーを経て2017年8月にアルバム『ア・ディーパー・アンダスタンディング』 を発売。第60回グラミー賞で最優秀ロック・アルバム賞を受賞した。
2021年10月に5作目のアルバム『アイ・ドント・リヴ・ヒア・エニモア』を発売。

## メンバー
- アダム・グランデュシエル - ボーカル、ギター、ハーモニカ、キーボード、サンプラー (2005年 - )
- デヴィッド・ハートリー - ベース、リズムギター、コーラス (2005年 - )
- Robbie Bennett - キーボード、ピアノ、ギター (2010年 - )
- チャーリー・ホイル - ドラム (2013年 – )、オルガン (2008年)
- Jon Natchez - サックス、キーボード (2014年 - )
- Anthony LaMarca - ギター、キーボード、コーラス (2014年 - )

### 旧メンバー
- カート・ヴァイル - ギター、キーボード、コーラス (2005年 – 2009年)
- カイル・ロイド - ドラム (2008年)
- マイク・ザンギ - ドラム、パーカッション、サンプラー (2008年 – 2010年)
- Steven Urgo - ドラム、パーカッション、サンプラー (2010年 – 2012年)
- Patrick Berkery - ドラム、パーカッション (2012年 – 2013年)

## ディスコグラフィー

### スタジオ・アルバム
- ワゴンウィール・ブルース（2008年、シークレットリー・カナディアン）
- スレイヴ・アンビエント（2011年、シークレットリー・カナディアン）
- ロスト・イン・ザ・ドリーム（2014年、シークレットリー・カナディアン）
- ア・ディーパー・アンダスタンディング（2017年、アトランティック・レコード）
- アイ・ドント・リヴ・ヒア・エニモア（2021年、アトランティック・レコード）

### ライブ・アルバム
- Live Drugs（2020年）
- Live Drugs Again（2024年）

### EP
- Barrel of Batteries（2008年、シークレットリー・カナディアン）
- Future Weather（2010年、シークレットリー・カナディアン）